# 塞兹圣母堂

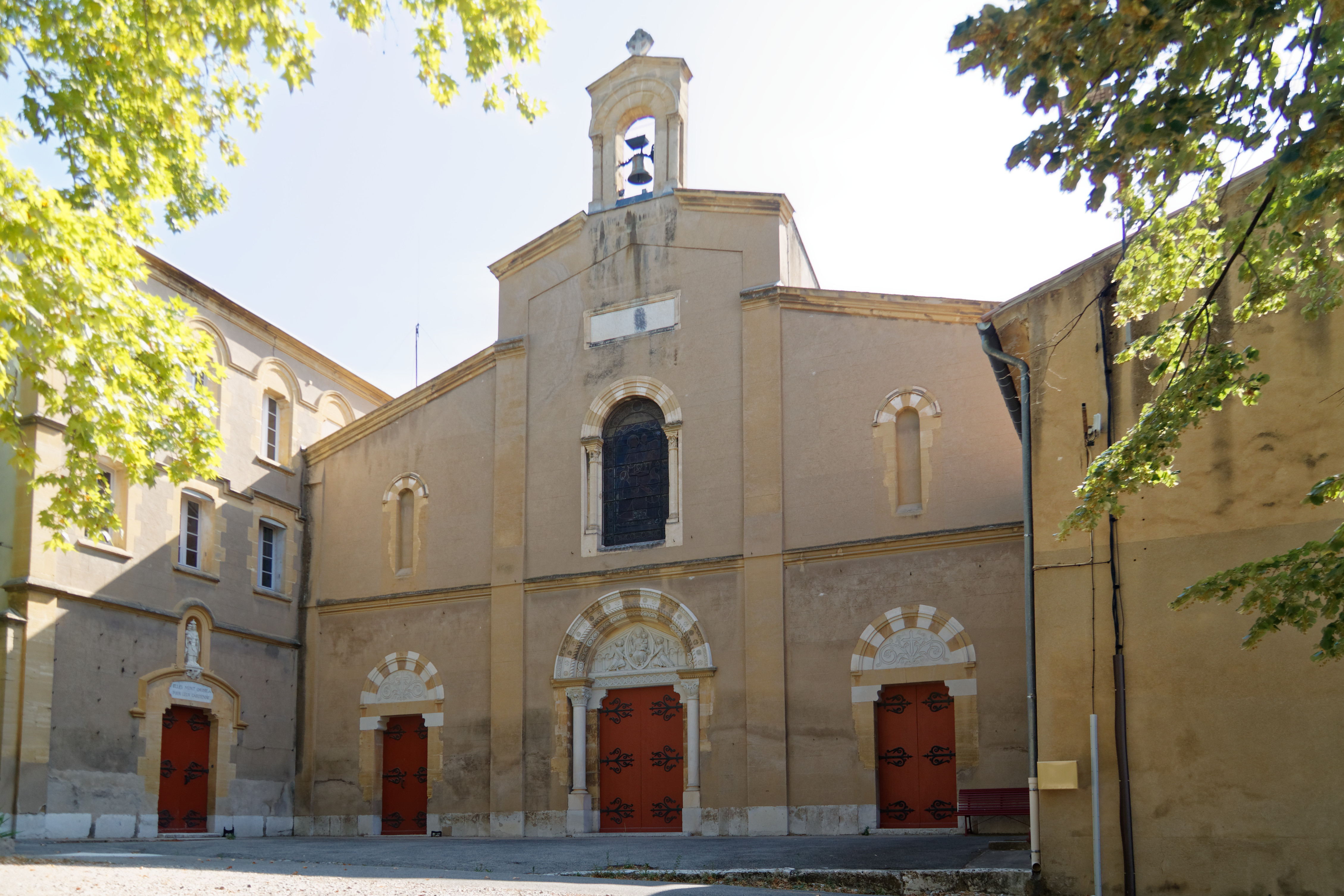
塞茲聖母堂正面

塞兹圣母堂（法語：Église Notre-Dame de la Seds）是一座罗马天主教教堂，位于法国普罗旺斯地区艾克斯。该教堂的历史可追溯到4世纪，也许是艾克斯最古老的教堂。这座教堂曾长期作为艾克斯的主教座堂，并存放着在艾克斯殉道的聖米特爾（Saint Mitre）的圣髑。

## 历史
2004年，在塞兹圣母堂的所在地发现了埋在地下的公元5世纪的古代剧院。剧院倒塌后，进行了填埋拆除，上面搭建了建筑。塞兹圣母堂就在附近建造。

### 早期的教堂
早在4世纪，该地方似乎就存在一个早期的教堂，供奉圣母玛利亚。当时艾克斯是一座罗马城市，名为塞克斯泉城（Aquae Sextiae）。该堂在11世纪进行重建。在此之前，它一直是主教座堂所在地，此后才转移到艾克斯圣救主主教座堂。从1383年10月开始，圣母堂保存聖米特爾（Saint Mitre）的圣髑。

### 现代建筑
目前的塞兹圣母堂建于1853年，是当地建筑师亨利·雷沃伊的作品，属于罗马式建筑-拜占庭建筑风格。
1857年12月7日至8日，艾克斯总主教Georges Claude Louis Pie Chalandon刚刚就任， 就举行隆重的仪式，推动圣母朝圣。

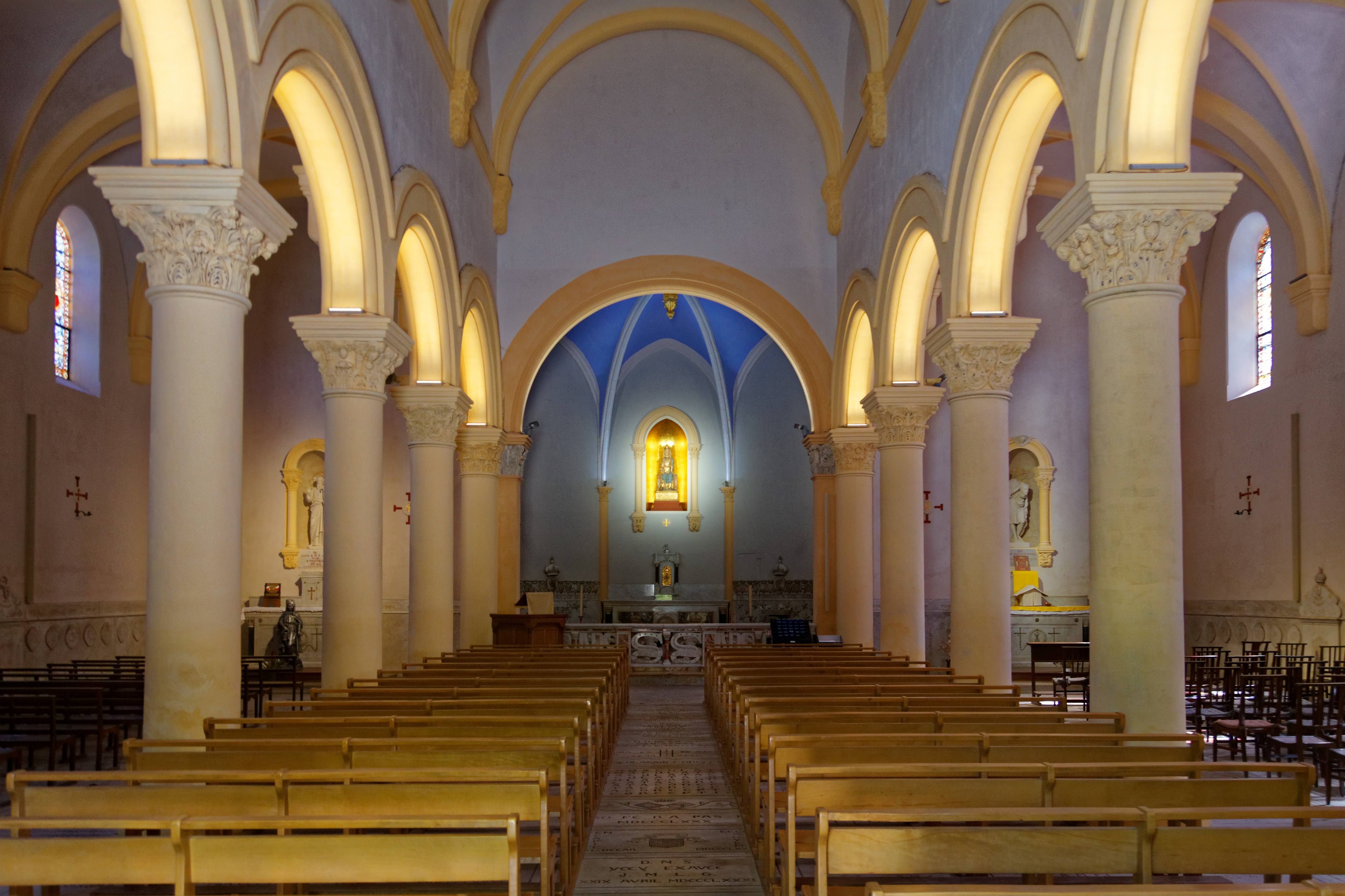
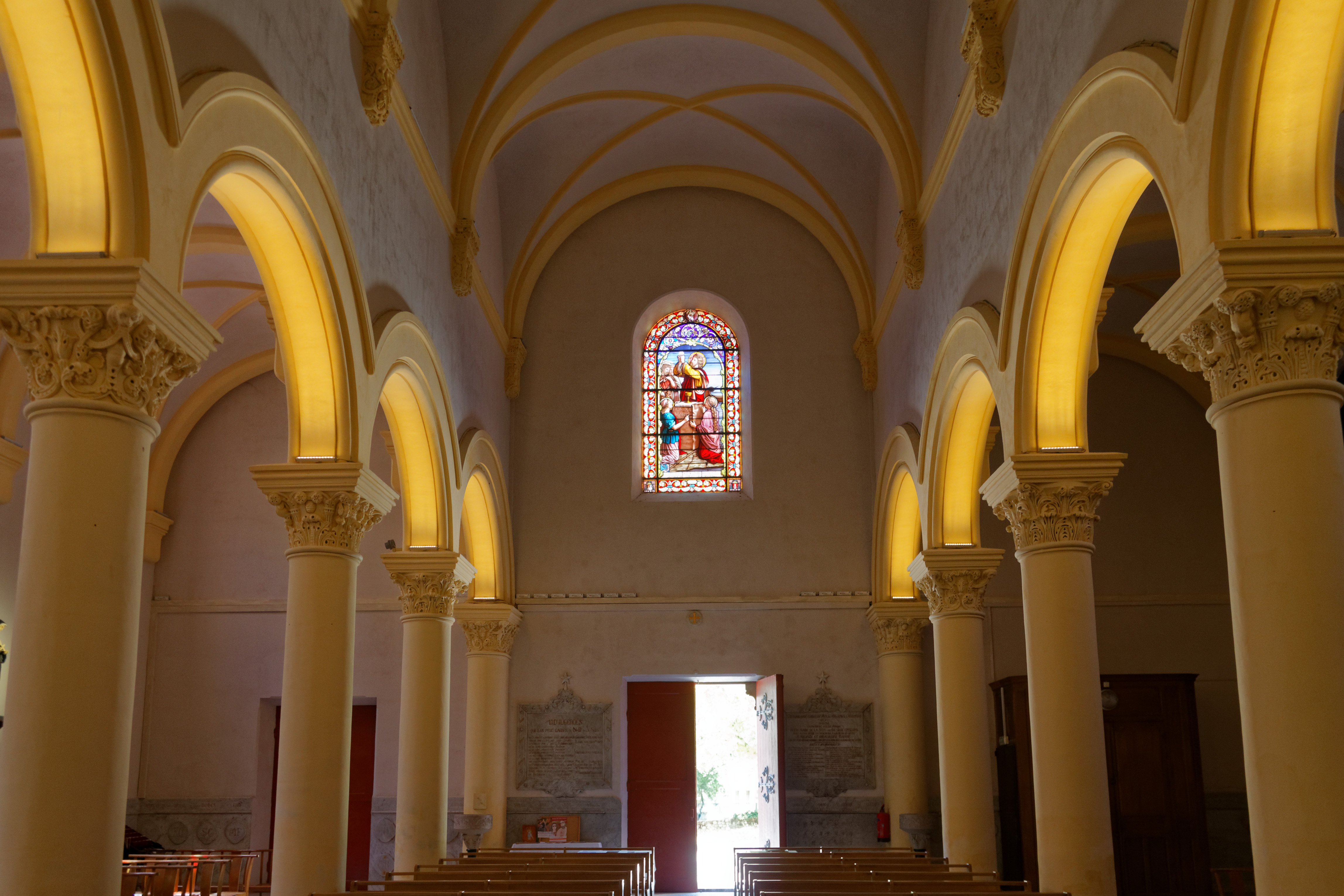
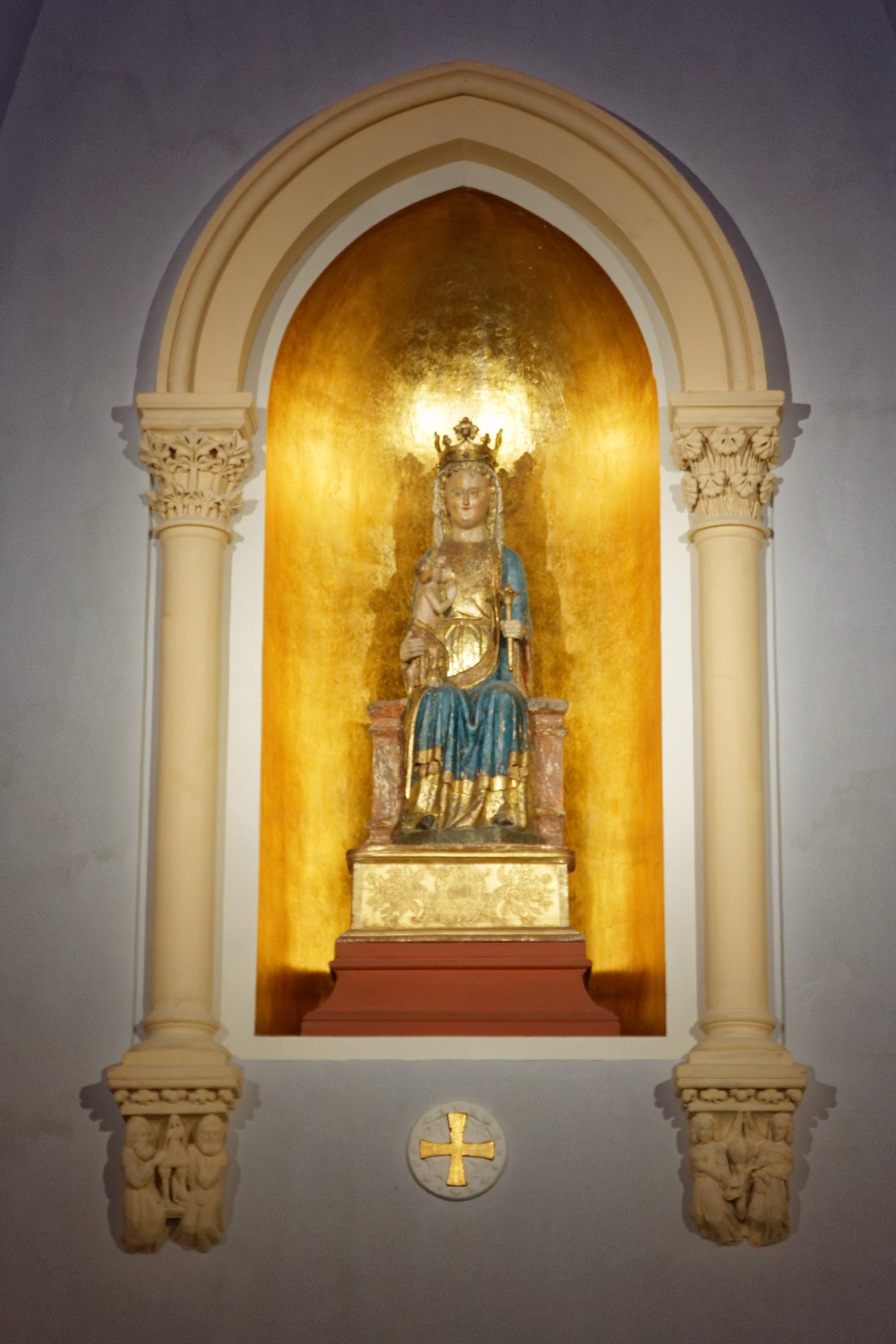
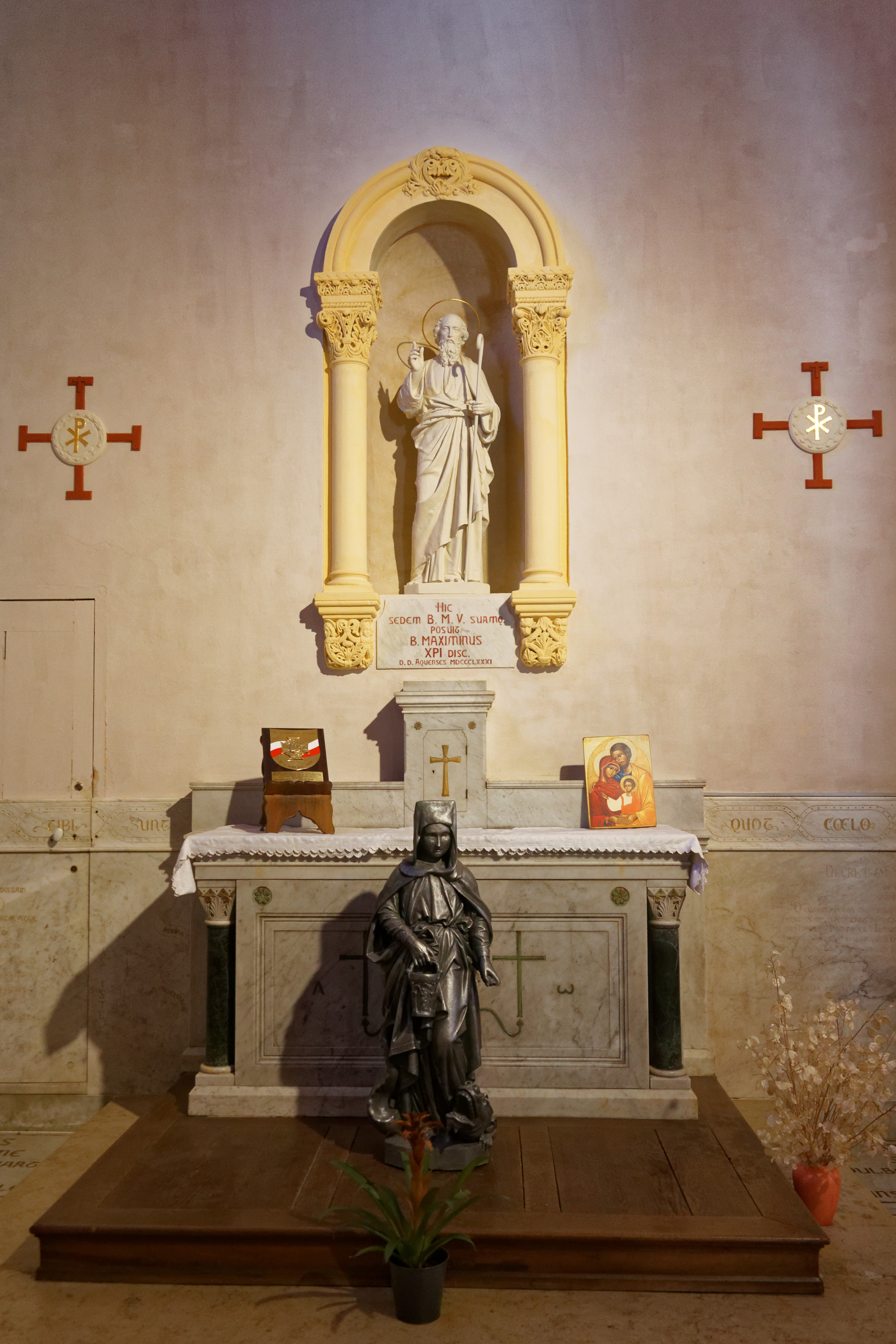
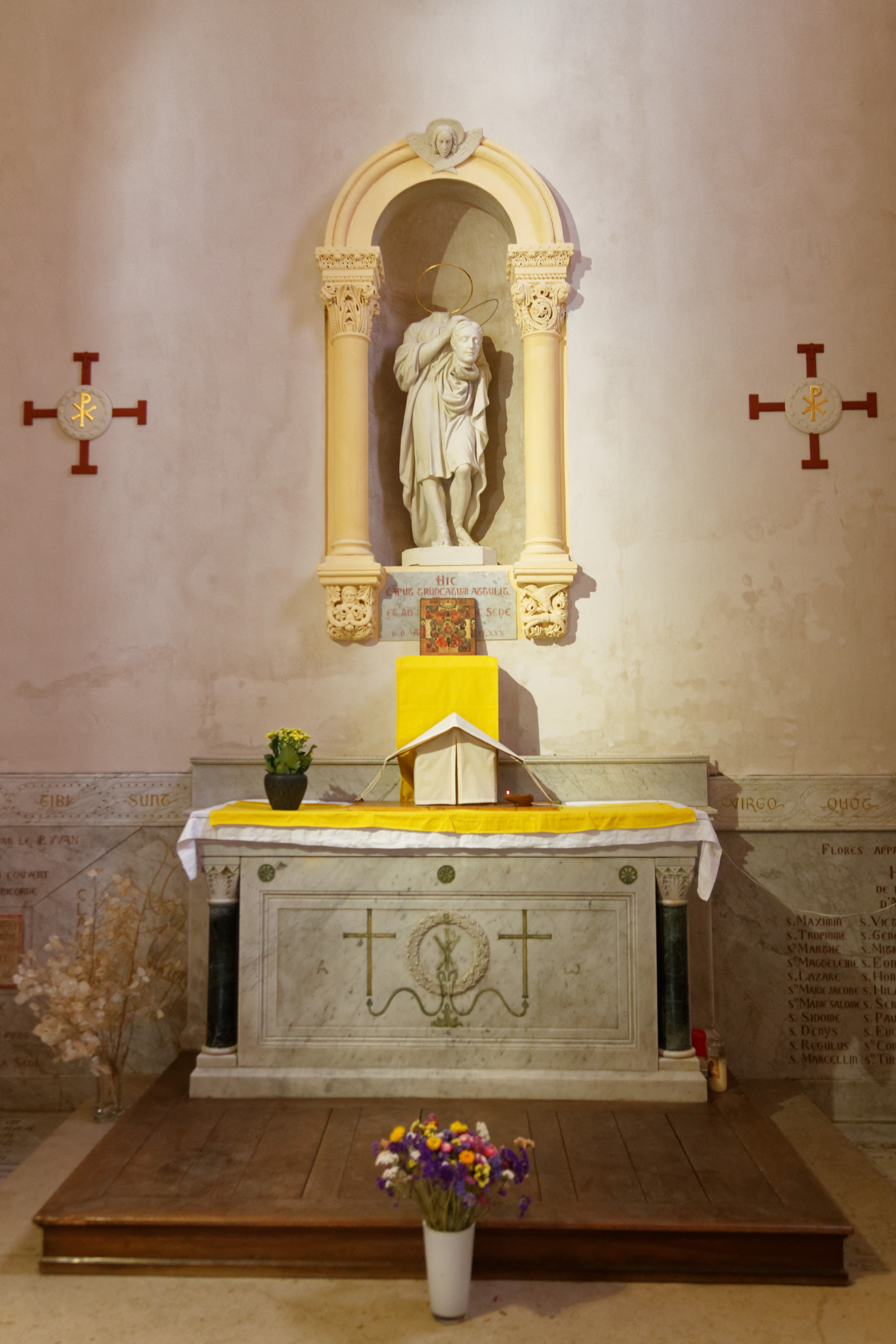

## 考古
21世纪初，在该堂进行的考古研究，发现了古罗马时期的剧院遗址。

## 延伸閱讀
- E. Marbot, Notre-Dame-de-la-Seds d'Aix. Simple notice, Aix-en-Provence, 1896, rééd. 1929.
- A. Colomb, Église d'Aix. Notre-Dame-de-la-Seds. Notice sur son sanctuaire, son image et son culte, Aix-en-Provence, 1874.
- Mr le curé de Saint Sulpice - André Jean Hamon, Notre Dame de France - Histoire du culte de la Sainte Vierge en France, septième volume, éd. HENRI PLON, 1866, p.169 à 193